# 黄孝熙
黄孝熙，安徽休宁人，是一名清朝政治人物。贡生出身。
黄孝熙曾于1758年接替陈文洽任娄县知县一职，1758年由李交接任。